# Modibo Maïga
Modibo Maïga (Bamako, 1987. szeptember 3. –) mali válogatott labdarúgó, jelenleg a West Ham United játékosa, de kölcsönben a Metzben szerepel.

## Sikerei, díjai
Raja Casablanca
- Marokkói kupagyőztes (1): 2004–05